# Elkhart Lake
Elkhart Lake és una població dels Estats Units a l'estat de Wisconsin. Segons el cens del 2000 tenia 1.021 habitants.

## Demografia
Segons el cens del 2000, Elkhart Lake tenia 1.021 habitants, 436 habitatges, i 292 famílies. La densitat de població era de 305,6 habitants per km².
Dels 436 habitatges en un 23,6% hi vivien nens de menys de 18 anys, en un 59,6% hi vivien parelles casades, en un 5% dones solteres, i en un 33% no eren unitats familiars. En el 26,4% dels habitatges hi vivien persones soles el 8,3% de les quals corresponia a persones de 65 anys o més que vivien soles. El nombre mitjà de persones vivint en cada habitatge era de 2,28 i el nombre mitjà de persones que vivien en cada família era de 2,75.
Per edats la població es repartia de la següent manera: un 18% tenia menys de 18 anys, un 9,1% entre 18 i 24, un 25,3% entre 25 i 44, un 31,7% de 45 a 60 i un 15,9% 65 anys o més.
L'edat mediana era de 43 anys. Per cada 100 dones de 18 o més anys hi havia 96 homes.
La renda mediana per habitatge era de 56.538 $ i la renda mediana per família de 60.694 $. Els homes tenien una renda mediana de 37.708 $ mentre que les dones 26.776 $. La renda per capita de la població era de 27.873 $. Aproximadament el 0,7% de les famílies i el 2,3% de la població estaven per davall del llindar de pobresa.

## Poblacions més properes
El següent diagrama mostra les poblacions més properes.